# Lukas Neculhueque
Lukas Junior Neculhueque Germain (Temuco, Chile, 3 de agosto de 2002) es un futbolista chileno que juega en la posición de defensa. Actualmente milita en Brujas de Salamanca de la Segunda División de Chile.

## Trayectoria
Oriundo de Temuco, fue estudiante de la Escuela Llaima. En un acto oficial el 21 de noviembre de 2013, fue víctima de una broma por parte del Presidente Sebastián Piñera, quien lo empujó a una piscina junto a sus compañeros del equipo de natación.
Sobrino del exfutbolista Pablo Neculhueque, ingresó a los 13 años a las divisiones inferiores de Deportes Temuco, en donde estuvo hasta los 16 años, donde fue desafectado debido a sufrir una lesión. Luego, se probó en Unión Española, siendo dicha prueba exitosa, trasladándose a Santiago. Tras 4 años, fue dejado libre por el conjunto hispano.
De regreso a Temuco, volvió al conjunto albiverde en 2022, integrándose al primer equipo durante la temporada 2023. Debutó como profesional el 23 de abril de 2023, siendo titular en el empate entre Deportes Temuco y San Marcos de Arica.

## Estadísticas

### Clubes
| Club                    | Div.                | Temporada           | Liga  | Liga  | Copas nacionales | Copas nacionales | Torneos internacionales | Torneos internacionales | Total | Total |
| Club                    | Div.                | Temporada           | Part. | Goles | Part.            | Goles            | Part.                   | Goles                   | Part. | Goles |
| ----------------------- | ------------------- | ------------------- | ----- | ----- | ---------------- | ---------------- | ----------------------- | ----------------------- | ----- | ----- |
| Deportes Temuco · Chile | 2.ª                 | 2023                | 7     | 0     | 1                | 0                | —                       | —                       | 8     | 0     |
| Deportes Temuco · Chile | 2.ª                 | 2024                | 1     | 0     | 0                | 0                | —                       | —                       | 1     | 0     |
| Deportes Temuco · Chile | Total club          | Total club          | 8     | 0     | 1                | 0                | 0                       | 0                       | 9     | 0     |
| Total en su carrera     | Total en su carrera | Total en su carrera | 8     | 0     | 1                | 0                | 0                       | 0                       | 9     | 0     |
| 1. 2. 3.                |                     |                     |       |       |                  |                  |                         |                         |       |       |